# Sycon rotundum
Sycon rotundum är en svampdjursart som beskrevs av Tanita 1941. Sycon rotundum ingår i släktet Sycon och familjen Sycettidae.
Artens utbredningsområde är havet kring Japan. Inga underarter finns listade i Catalogue of Life.